# Play Deep
Play Deep es el álbum debut lanzado por la banda británica The Outfield, lanzado en 1985. Recibió una gran popularidad con el éxito de su sencillo debut, "Say It Isn't So" y un segundo sencillo, "Your Love", en 1986. Play Deep más tarde fue certificado triple platino. En total, cuatro de las canciones lograron llegar a las listas de éxitos, los dos citados, junto con "Everytime You Cry" y "All the Love". Forma parte de la lista de los 100 discos que debes tener antes del fin del mundo, publicada en 2012 por Sony Music, fue renombrado con el nombre de The Outfield.

## Lista de canciones
Todas las canciones escritas por John Spinks.
1. "Say It Isn't So" - 3:47
2. "Your Love" - 3:36
3. "I Don't Need Her" - 3:51
4. "Everytime You Cry" - 4:29
5. "61 Seconds" - 4:18
6. "Mystery Man" - 4:04
7. "All the Love" - 3:32
8. "Talk to Me" - 3:34
9. "Taking My Chances" - 3:37
10. "Nervous Alibi" - 3:52

## Personal

### The Outfield
- Tony Lewis - voz principal y coros, bajo
- John Spinks - voz principal y coros, guitarra principal
- Alan Jackman - batería

### Músicos adicionales
- Reg Webb - sintetizadores y coros
- Grahame Leslie - guitarra eléctrica rítmica, guitarra acústica y coros
- Frank Callaghan - coros